# Артеменко Павло Данилович
Артеменко Павло Данилович (12 липня 1896 — 26 серпня 1950) — радянський воєначальник, генерал-майор, страчений після того, як не пройшов перевірки з боку НКВС після свого визволення з німецького полону у 1945 році.

## Біографія
Народився на Харківщині, навчався у чотирьохкласній школі, а потім працював на паркетній фабриці. У 1915 році Павла Артеменко призвано на службу до Російської імператорської армії. Після тримісячного військового навчання у тилу його, у чині молодшого унтерофіцера, направлено до діючої армії на Західний фронт .
Після Жовтневого перевороту, у період листопад 1917 — квітень 1918 року, Павло Артеменко знаходився у складі радянського Сумського партизанського загону та брав участь у боях з кайзерівськими військами та армією УНР під час Першої радянсько-української війни.
З квітня 1918 року Артеменко служить у РСЧА у 1-му прикордонному загоні на Сумщині, а згодом у 38-му Українському полку та 1-му стрілецькому полку Сумської фортечної бригади. З липня 1919 року він брав участь у боях проти денікінців під Охтиркою, Полтавою, Глуховим, Севськом. У тому ж році воював проти загонів Нестора Махна. Наступного року улітку Артеменко знаходився на польському фронті у Галичині та Поділлі, а потім восени воював проти українських військ генерала Тютюнника та підполковник Мордалевича.
Протягом 1920-х років Павло Артеменко продовжував військову службу, у 1927 році закінчив навчання у Київській об'єднаній військовій школі. У 1930-ті роки він командував 283-м та 285-м полками, а у період 1937—1939 років — 95-ю стрілецькою дивізією. У серпні 1939 року Артеменко призначено на посаду командувача 27-го стрілецького корпусу.
На 22 червня 1941 року 27-й стрілецький корпус було підпорядковано 5-тій армії Київської військової округи (КВО). 5-та армія мала завдання прикривати відтинок державного кордону Володава — Кристинопіль. У перші дні німецького вторгнення 27-й корпус Артеменко брав участь у танковій битві під Дубно, яка закінчилася 29 червня 1941 року повною поразкою радянських військ. При цьому 124-та дивізія потрапила в оточення та була розгромлена. Ситуація на фронті була дуже складна, вже через два тижні стрілецькі дивізії корпусу Артеменко втратили до 80% особового складу, але вони продовжували чинити опір супротивнику. З приводу цього 11 липня 1941 року командувач 5-ю армією, генерал-майор Михайло Потапов, дав позитивну характеристику рішучим та енергійним діям Артеменко. У період 8 липня — 21 серпня генерал Артеменко безпосередньо знаходився під керуванням штабу Південно-Західного фронту. У цей час його війська повільно відступали через Радомишль — Макарів — Бородянка.
У ті дні у радянського командування Південно-Західного фронту назріла необхідність відступити на лівий берег Дніпра, адже на півночі ворог прорвав фронт у районі міста Гомель та наступав великими силами на Лівобережжі на Чернігів та Київ. Оскільки тоді 27 стрілецький корпус знаходився під безпосереднім командуванням штабу фронту, то командування фронту — вочевидь для кращого контролю за маневром під час відходу за Дніпро — підпорядкувало корпус штабу 37-ї армії генерал-майора А. А. Власова. Це сталося 21 серпня 1941 року. У наступні два дні війська 5-ї армії та 27-го корпусу швидко відступали за Дніпро, залишивши відтинок фронту Чорнобиль — Ворзель. Але радянська сторона все ж не змогла повністю організувати та провести без помилок дану операцію. Артеменко втратив керування над своїми дивізіями.
Ввечері 23 серпня 1941 року передові загони німецької 111-ї піхотної дивізії розбили погано організовані частини 27-го стрілецького корпусу, захопили міст через Дніпро біля села Окунінове та облаштували плацдарм на лівому березі Дніпра. Таким чином було розірвано стик між радянськими 5-ю та 37-ю арміями, а кораблі Пінської військової флотилії (ПВФ), що діяли північніше, були відрізані від Києва, де знаходився штаб та ремонтно-постачальні бази ПВФ.
26 серпня надано наказ розформувати 27-й стрілецький корпус. З його управління сформували управління 40-ї армії, яку щойно почали утворювати. Бойові частини корпусу (на той час 87-ма та 171-ша дивізії) та сам командувач корпусом, генерал-майор Павло Артеменко, залишалися на фронті біля містечка Остер.
У першій половині вересня 1941 року Артеменко разом зі своїми стрілецькими частинами повільно відступав на південь у район Бровари — Київ, відбиваючись від атак супротивника, що наступав від містечка Остер. 18—19 вересня 37-ма армія та рештки 27-го корпусу опинилися в оточенні між населеними пунктами Бориспіль — Баришівка — Березань — Переяслав. У перші дні боїв у оточенні Артеменко енергійно діяв, що підтверджують спогади учасника тих подій Максима Гавриловича Горба. 27 вересня 1941 року Павло Артеменко разом з групою інших радянських командирів, більше не бажаючи брати участі у безнадійній боротьбі, добровільно здався у полон німцям біля села Семенівка, що південніше Березані. Про це письмово доповідав 28 лютого 1942 року полковник Н. О. Нікітін.
За це у квітні того ж року колишнього генерал-майора засудили заочно до смертної кари, як зрадника. У полоні Артеменко знаходився у Нюрнберзі та Вайсенберзі на території Німеччини. 1945 року його звільнено з полону американськими військами та передано радянським органам. З грудня того ж року Артеменко знаходився під слідством, був звільнений з військової служби та після другого розслідування справи колишнього полоненого засуджено до смертної кари 26 серпня 1950 року. У той же день Артеменко розстріляно. У 2001 році російські судові інстанції підтвердили законність вироку.